# Barwani (Staat)

Briefmarke von Barwani (1921)

Barwani war ein Fürstenstaat der Central India Agency von Britisch-Indien. Er wurde im 11. Jahrhundert von Sisodia-Rajputen aus Mewar/Udaipur gegründet. Um 1650 wurde Barwani Hauptstadt des Fürstentums. Nach Gebietsverlusten in den Marathenkriegen wurde Barwani britisches Protektorat (bis 1947). Der letzte Herrscher Devi Singh (1930–1956) wurde zum Maharana erhoben. Das Land hatte eine Fläche von 3051 km² und 76.136 Einwohner (1901). Barwani vollzog am 15. Juni 1948 den Anschluss an Indien und trat am 16. Juni der Fürstenunion Madhya Bharat bei. Am 1. November 1956 wurden alle Fürstenstaaten der Union aufgelöst und dem Bundesstaat Madhya Pradesh einverleibt.
Barwani hatte 1917–1948 eine Staatspost mit eigenen Briefmarken.